# Europese kampioenschappen kyokushin karate 2007 (IKO Matsushima)
De Europese kampioenschappen kyokushin karate 2007 waren door de International Karate Organisation Matsushima (IKO) georganiseerde kampioenschappen voor kyokushinkai karateka's. De vijfde editie van de Europese kampioenschappen vond plaats in het Oekraïense Kiëv.

## Resultaten
| Gewichtsklasse | Goud                | Zilver               | Brons                                     |
| -------------- | ------------------- | -------------------- | ----------------------------------------- |
| Lichtgewicht   | Alexander Afanasyev | Yevgeny Solomennikov | Alexander Prokopenko Askkhar Dzhabori     |
| Middengewicht  | Vusal Ismailov      | Andrey Borisov       | Alexander Prodan Issa Parvarioghani       |
| Zwaargewicht   | Semen Garan         | Szaba Orekhov        | Alexander Yeremenko Alexander Karshigeyev |